# Буртасы (Мордовия)
Буртасы — село в составе  Пурдошанского сельского поселения Темниковского района Республики Мордовия.

## География
Находится на расстоянии примерно 21 километр на восток от районного центра города Темников.

## История
Упоминается с 1869 года, когда оно было учтено как казенное и владельческое село Краснослободского уезда из 27 дворов.

## Население
Постоянное население составляло 19 человек (русские 26%, татары 74%) в 2002 году, 13 в 2010 году .